# Вулиця Героїв Холодного Яру (Нікополь)
Вулиця Героїв Холодного Яру — вулиця у Нікополі. Пролягає від Херсонської вулиці до тупика.

## Перехрестя
- вулиця Михайла Грушевського
- вулиця Петра Калнишевського

## Історія
2023 року Нікопольська міська рада перейменувала вулицю Барнаульську на вулицю Героїв Холодного Яру.